# How I’m Feeling
How I'm Feeling (stylizowane jako ~how i'm feeling~) – debiutancki album studyjny amerykańskiego piosenkarza Lauv. Wydawnictwo ukazało się 6 marca 2020 roku nakładem wytwórni AWAL. Promocję albumu rozpoczęto w styczniu 2019 roku, wraz z premierą pierwszego promującego singla – „I'm So Tired...”. Utwór osiągnął spory sukces plasując się między innymi na ósmym miejscu notowania UK Singles Chart. W kwietniu 2019 roku Lauv wydał singiel i teledysk do utworu „Drugs & the Internet”, który napisał, gdy zmagał się z uczuciem pustki i depresji. Kolejnymi singlami zostały utworyː „Sad Forever”, „Fuck, I'm Lonely”, „Feelings”, „Sims”, „Mean It”, „Changes”, „Tattoos Together” oraz „Modern Loneliness”.

## Lista utworów
1. Drugs & the Internet – 2:58
2. Fuck, I'm Lonely (featuring Anne-Marie) – 3:18
3. Lonely Eyes – 3:16
4. Sims – 2:35
5. Believed – 2:49
6. Billy – 3:00
7. Feelings – 3:09
8. Canada (featuring Alessia Cara) – 3:04
9. For Now – 3:09
10. Mean It (z LANY) – 3:52
11. Tell My Mama – 2:46
12. Sweatpants – 3:16
13. Who (featuring BTS) – 3:00
14. I'm So Tired... (z Troye Sivan) – 2:42
15. El Tejano (featuring Sofia Reyes) – 3:11
16. Tattoos Together – 3:06
17. Changes – 2:40
18. Sad Forever – 3:23
19. Invisible Things – 3:17
20. Julia – 3:38
21. Modern Loneliness – 4:12

## Notowania
| Lista przebojów (2020)              | Najwyższa pozycja |
| ----------------------------------- | ----------------- |
| Belgia (Ultratop Flandria)          | 82                |
| Finlandia (Suomen virallinen lista) | 44                |
| Holandia (MegaCharts)               | 74                |
| Irlandia (IRMA)                     | 51                |
| Litwa (AGATA)                       | 4                 |
| Łotwa (LAIPA)                       | 5                 |
| Norwegia (VG-Lista)                 | 29                |
| Szwecja (Sverigetopplistan)         | 58                |